# Campeonato Sul-Americano de Atletismo de 1943
O Campeonato Sul-Americano de Atletismo de 1943 foi organizado pela CONSUDATLE entre os dias 23 de abril a 2 de maio na cidade de Santiago, no Chile. Foram disputadas 33 provas, sendo 24 masculino e 9 feminino. Teve como destaque o Chile com 51 medalhas, sendo 19 de ouro. 

## Medalhistas

### Masculino
| Evento                    | Ouro                            | Ouro    | Prata                         | Prata   | Bronze                         | Bronze  |
| ------------------------- | ------------------------------- | ------- | ----------------------------- | ------- | ------------------------------ | ------- |
| 100 metros                | Adelio Márquez · Argentina      | 10.8    | Walter Pérez · Uruguai        | 10.9    | Roberto Valenzuela · Chile     | 11.0    |
| 200 metros                | Roberto Valenzuela · Chile      | 22.2    | Adelio Márquez · Argentina    | 22.2    | Victorino Triulzi · Argentina  | 22.3    |
| 400 metros                | Jorge Ehlers · Chile            | 48.6    | Víctorino Triulzi · Argentina | 49.2    | Enrique Hurtado · Chile        | 49.8    |
| 800 metros                | Alfonso Rozas · Chile           | 1:54.6  | Guillermo García · Chile      | 1:55.4  | Marino Cid · Argentina         | 1:55.5  |
| 1 500 metros              | Guillermo García · Chile        | 4:03.2  | Melchor Palmeiro · Argentina  | 4:03.5  | Marino Cid · Argentina         | 4:05.4  |
| 3 000 metros              | Raúl Inostroza · Chile          | 8:32.4  | Miguel Castro · Chile         | 8:35.0  | Delfo Cabrera · Argentina      | 8:44.6  |
| 3 000 metros por equipe   | Chile                           | 10      | Argentina                     | 6       | Bolívia                        | 4       |
| 5 000 metros              | Raúl Inostroza · Chile          | 15:00.0 | Miguel Castro · Chile         | 15:09.9 | Delfo Cabrera · Argentina      | 15:11.0 |
| 10 000 metros             | René Millas · Chile             | 31:27.4 | Manuel Díaz · Chile           | 31:34.0 | Delfo Cabrera · Argentina      | 31:36.8 |
| Marcha atlética 20 milhas | Corsino Fernández · Argentina   | 1:45:45 | Eusebio Guiñez · Argentina    | 1:45:53 | Julio Montecinos · Chile       | 1:49:03 |
| 110 metros barreiras      | Julio Jaime · Uruguai           | 15.7    | Jorge Undurraga · Chile       | 15.8    | Juan Colín · Chile             | 15.8    |
| 400 metros barreiras      | Alfonso Rozas · Chile           | 55.1    | Juan Hoelzel · Chile          | 55.6    | Octavio Montero · Chile        | 57.1    |
| 4×100 metros estafetas    | Argentina                       | 42.4    | Chile                         | 42.4    | Uruguai                        | 43.2    |
| 4×400 metros estafetas    | Argentina                       | 3:18.8  | Chile                         | 3:19.4  | Bolívia                        | 3:41.1  |
| Salto em altura           | Antonio Barrionuevo · Argentina | 1.83    | Carlos Capella · Chile        | 1.80    | Alfonso Burgos · Chile         | 1.75    |
| Salto à vara              | Federico Horn · Chile           | 4.00 =  | Erwin Reimer · Chile          | 3.80    | Carlos Baumann · Argentina     | 3.60    |
| Salto em comprimento      | Alberto Eggeling · Chile        | 7.02    | Juan Hoelzel · Chile          | 6.85    | Guillermo Dyer · Peru          | 6.80    |
| Salto triplo              | Guillermo Dyer · Peru           | 14.43   | Oscar Bringas · Peru          | 14.41   | Celestino Sarraua · Argentina  | 14.15   |
| Arremesso de peso         | Julián Llorente · Argentina     | 14.33   | Raúl Rebagliatti · Argentina  | 13.50   | Guillermo Otto · Chile         | 12.75   |
| Lançamento de disco       | Manuel Consiglieri · Peru       | 44.43   | Eduardo Julve · Peru          | 41.64   | Alfredo Meynet · Chile         | 39.53   |
| Lançamento do martelo     | Manuel Etchepare · Argentina    | 46.81   | Juan Fusé · Argentina         | 46.06   | Antonio Barticevic · Chile     | 44.82   |
| Lançamento do dardo       | Otto Wenzel · Chile             | 57.08   | Raúl Cóccaro · Uruguai        | 55.52   | Rodolfo Correa · Chile         | 53.99   |
| Decatlo                   | Juan Colín · Chile              | 6069    | Eduardo Julve · Peru          | 6046    | Roberto Stahringer · Argentina | 5912    |
| Corta-Mato                | Raúl Inostroza · Chile          | 46:08.0 | Eusebio Guiñez · Argentina    | 46:14.0 | René Millas · Chile            | 46:30.4 |

### Feminino
| Evento                  | Ouro                        | Ouro    | Prata                         | Prata | Bronze                      | Bronze |
| ----------------------- | --------------------------- | ------- | ----------------------------- | ----- | --------------------------- | ------ |
| 100 metros              | Noemí Simonetto · Argentina | 12.4    | Beatriz Kretschmer · Chile    | 12.6  | Ilse Hammerl · Argentina    | 12.8   |
| 200 metros              | Ilse Hammerl · Argentina    | 26.5    | Beatriz Kretschmer · Chile    | 26.7  | María Malvicini · Argentina | 27.0   |
| 80 metros com barreiras | Edith Klempau · Chile       | 12.0 CR | Susana Krumenaker · Argentina | 12.1  | Ilse Barends · Chile        | 12.2   |
| 4×100 metros estafetas  | Argentina                   | 49.5 =  | Chile                         | 50.8  | Bolívia                     | 53.3   |
| Salto em altura         | Ilse Barends · Chile        | 1.50    | Edith Klempau · Chile         | 1.50  | Noemí Simonetto · Argentina | 1.50   |
| Salto em comprimento    | Noemí Simonetto · Argentina | 5.27    | Ilse Barends · Chile          | 5.25  | Lily Warch · Chile          | 4.93   |
| Arremesso de peso       | Edith Klempau · Chile       | 11.70   | Ingeborg Mello · Argentina    | 10.98 | Lore Zippelius · Chile      | 10.79  |
| Lançamento de disco     | Lore Zippelius · Chile      | 37.16   | Ingeborg Mello · Argentina    | 34.60 | Christel Balde · Chile      | 34.53  |
| Lançamento do dardo     | Edith Klempau · Chile       | 34.19   | Ilse Caro · Argentina         | 34.17 | Mercedes Martín · Chile     | 33.02  |

## Quadro de medalhas
| Ordem | País      | Medalha de ouro | Medalha de prata | Medalha de bronze | Total |
| ----- | --------- | --------------- | ---------------- | ----------------- | ----- |
| 1     | Chile     | 19              | 16               | 16                | 51    |
| 2     | Argentina | 11              | 12               | 12                | 35    |
| 3     | Peru      | 2               | 3                | 1                 | 6     |
| 4     | Uruguai   | 1               | 2                | 1                 | 4     |
| 5     | Bolívia   | 0               | 0                | 3                 | 3     |

Legenda
| Recorde mundial       | Recorde mundial (World record)               |                       | Recorde africano                      | Recorde africano (African) |                                           | Q | Classificado por posição (Qualified) |
| Recorde do campeonato | Recorde do campeonato (Championship record)  | Recorde da América    | Recorde da América (Americas)         | q                          | Classificado por melhor tempo (Qualified) |   |                                      |
| Melhor marca do ano   | Melhor marca do ano (World leading)          | Recorde asiático      | Recorde asiático (Asian)              | DNS                        | Não largou (Did not start)                |   |                                      |
| Recorde nacional      | Recorde nacional (National record)           | Recorde europeu       | Recorde europeu (European)            | DNF                        | Não terminou (Did not finish)             |   |                                      |
| Recorde pessoal       | Recorde pessoal do atleta (Personal best)    | Recorde da Oceania    | Recorde da Oceania (Oceania)          | DSQ / DQ                   | Desclassificado (Disqualified)            |   |                                      |
| Recorde da temporada  | Recorde da temporada do atleta (Season best) | Recorde sul-americano | Recorde sul-americano (South America) | NM                         | Sem marca (No mark)                       |   |                                      |